# Медаль «70 років визволення України від фашистських загарбників»

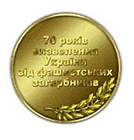
Реверс медалі

Медаль «70 років визволення України від фашистських загарбників» — державна нагорода України — відзнака Президента України, що встановлена з метою гідного відзначення громадян з нагоди 70-ї річниці визволення України від фашистських загарбників у Великій Вітчизняній війні 1941—1945 років.

## Історія нагороди
- 19 жовтня 2012 року Указом Президента України Віктора Януковича «Про заходи у зв'язку з відзначенням 70-ї річниці визволення України від фашистських загарбників та 70-ї річниці Перемоги у Великій Вітчизняній війні 1941—1945 років»[1] Кабінету Міністрів України було доручено внести у двомісячний строк пропозиції щодо встановлення відзнаки Президента України — медалі «70 років визволення України від фашистських загарбників».
- 22 травня 2013 року Кабінет Міністрів України затвердив план, яким передбачено виготовлення ювілейної медалі «70 років визволення України від фашистських загарбників» до 1 червня 2014 року.[2]
- Відзнака Президента України — медаль «70 років визволення України від фашистських загарбників» заснована Указом Президента України Петра Порошенка 28 жовтня 2014 року.

## Положення про медаль
- Відзнакою Президента України — медаллю «70 років визволення України від фашистських загарбників» нагороджуються:
  - учасники бойових дій періоду Другої світової війни 1941—1945 років;
  - інваліди війни з числа осіб — учасників бойових дій Великої Вітчизняної війни 1941—1945 років;
  - колишні неповнолітні (яким на момент ув'язнення не виповнилося 18 років) в'язні концентраційних таборів, гетто, інших місць примусового тримання, створених нацистською Німеччиною та її союзниками в період Другої світової війни, а також діти, які народилися в зазначених місцях примусового тримання їх батьків;
  - колишні малолітні (яким на момент ув'язнення не виповнилося 14 років) в'язні концентраційних таборів, гетто та інших місць примусового тримання, які визнані інвалідами від загального захворювання, трудового каліцтва та з інших причин.
- Вручення медалі проводиться в урочистій обстановці Президентом України або від його імені керівниками центральних органів виконавчої влади, головами обласних та Київської міської державних адміністрацій, керівниками закордонних дипломатичних установ України.
- Разом з медаллю вручається посвідчення встановленого зразка.
- Для нагородження медаллю громадян України обласними та Київською міською державними адміністраціями складається та затверджується список осіб, представлених до нагородження медаллю, а для нагородження іноземців такий список складається та затверджується Міністерством закордонних справ України. Підставою для включення до списку є документи, які підтверджують відповідно до законодавства України статус особи. Підставою для включення до списку іноземців також є документи, що підтверджують їх участь у бойових діях проти фашистських загарбників на території України під час Великої Вітчизняної війни 1941—1945 років.
- Про вручення медалі та посвідчення до неї складається Протокол вручення державних нагород України, що зберігається органом, який проводив вручення.

## Опис медалі
- Медаль виготовляється з латуні і має форму кола діаметром 32 мм. На лицьовому боці медалі — зображення монумента-скульптури «Батьківщина-мати» у місті Києві. У лівій частині знака — напис «1944», у правій — «2014». У нижній частині — зображення лаврової гілки.
- На зворотному боці медалі у центрі — напис «70 років визволення України від фашистських загарбників» у п'ять рядків. У нижній частині правої сторони — зображення лаврової гілки.
- Усі зображення і написи рельєфні. Знак обрамлений бортиком.
- За допомогою кільця з вушком медаль з'єднується з п'ятикутною колодкою, обтягнутою шовковою муаровою стрічкою сірого кольору, з двома смужками синього і жовтого кольорів по краях. Ширина стрічки − 24 мм, ширина смужок — по 2 мм кожна. На зворотному боці колодки — застібка для прикріплення медалі до одягу.
- Планка медалі являє собою прямокутну металеву пластинку, обтягнуту стрічкою, як на колодці медалі. Розмір планки: висота — 12 мм, ширина — 24 мм.